# Szabó Vilmos (tubaművész)
Szabó Vilmos (Bicske, 1940. május 26. – 2023. december 2.) magyar tubaművész.

## Életpályája
1953-ban, 13 évesen kezdett el tubázni. Édesapja, Szabó János, a gánti Bányász Fúvószenekar karnagya volt, ő volt az első tanára. Középiskola: Zeneművészeti Szakiskola és Zenegimnázium, Győr. Főiskola: Budapesti Liszt Ferenc Zeneakadémia – művész-tanári diploma, 1964.
Első munkahely: Kőszeg, Állami Zeneiskola, fúvós-ütős tanár, megbízott igazgató. Szombathely, Szimfonikus Zenekar (Petró János). 1966-tól 40 évig a Magyar Rádió és Televízió Szimfonikus Zenekarának szólamvezető tubása, 2007 óta nyugdíjban.
A Rádiózenekar mellett sok kamaraegyüttes tagja volt, ebből kettőnek, a Modern Rézfúvós Együttesnek és a Pro Brass osztrák-magyar együttesnek alapító tagja volt. Előbbit 20 évig menedzselte, illetve a Pro Brass magyarországi szervezője és menedzsere is volt 21 évig.
Többedmagával 1993-ban megalapították a Magyar Harsona-Tuba Szövetséget, melynek 2013. évi megszűnéséig váltakozva elnöke/alelnöke volt.

## Díjai, kitüntetései

### A Rádiózenekarral
- Bartók Béla–Pásztory Ditta-díj
- Artisjus-díj
- Rádiós Nívódíj
- Az Év Zenekari Művésze díj

### Modern Rézfúvós Együttessel
- Premio di Ancona Abszolút első díj
- Artisjus-díj

### Pro Brass Együttessel
- Felső-Ausztria Kulturális Miniszterének Nagydíja

### Tubaművészként
- A Nemzetközi Tuba és Eufónium Szövetség Életműdíja (ITEA) – 2004
- Magyar Köztársasági Ezüst Érdemkereszt – 2010